# Маршан, Луи (учёный)
Луи́ Марша́н (фр. Louis Marchand, 14 января 1807, Люксембург — 4 марта 1843, Льеж) — люксембургский поэт, ветеринар и ботаник.

## Биография
Родился 14 января 1807 года в городе Люксембурге. Детство учёного прошло в Дикирхе, с 1821 года он учился в люксембургском Атенеуме. В 1826 году Маршан поступил в Утрехтский университет, где стал изучать ветеринарную медицину.
Между 1826 и 1830 годами Маршан издал серию книг стихотворений Poetische Versuche.
С 1830 года Луи Маршан был ветеринарным хирургом в Нидерландской армии. В 1837 году он стал ветеринаром гарнизона в Льеже.
Скончался 4 марта 1843 года в Льеже.
Одна из работ Маршана по микологии, написанная им при участии Пьера-Жозефа Редуте, длительное время считалась утраченной. В 1989 году она была обнаружена и издана.

## Некоторые научные публикации
- Marchand, L. De radicibus et vasis plantarum, ou, Considérations anatomico-physiologiques sur les plantes et principalement sur leurs racines et leurs vaisseaux. — Utrecht, 1830. — 138 p.